# ヨヨミ
ヨヨミ（英語：Yoyomi、漢字 : 姚姚美、本名：朴ヨナ、1994年10月8日 - ）は大韓民国のトロット歌手、シンガーソングライター、俳優。

## 人物
ヨヨミ（YOYOMI）は2017年「School Music Entertainment（SMET）」の新入歌手選抜のためのオーディションに参加し、競争を突き抜けて〈この兄さん何?(Who's that guy)〉のオーナーになった。2018年2月23日、ミニアルバム「一つの物語」を通じてトロット歌手「ヨヨミ（YOYOMI）」で正式デビューした。
こじんまりとした背に大きな目、自然に染み出る愛嬌がトレードマークとなっている。
彼女の可愛くてキュートなルックス、瑞々しい爽やか、素直さからすべての年齢層に渡って愛されている。特に中高年の男性ファンが多く「中統領（中高年の大統領）」と呼ばれる。メインジャンルとしているトロットが高速道路で良く聴かれる事から「高速道路のIUとも呼ばれる。その他に「ハッピーウイルス」、「歌う妖精」として知られている。
歌手ヘウニの甘くて清涼な声質に近い事から「リトル・ヘウニ」という別名まで得た。
主なジャンルはトロットだが、バラード、R&B、ダンスミュージック、ロック、ポップスなど様々なジャンルを熟す。本人が作詞、作曲した曲も多数ある。2018年から芸能、芸能、広告モデル、CF、ドラマ、映画、MC、DJ、ライブ放送など多方面で活躍している。
公式応援カラーはミント。 身長160cm、体重41kg。

## アルバム

### シングルアルバム、EP
- 2018.02.23. シングルアルバム《一つの物語》発売 -〈この兄さん何？ (Who's that guy)〉、ハートポンポン((Heart bbong bbong))〉、磁石のような男 (Man like a magnet)〉
- 2018.10.16. シングルアルバム《二つの物語》発売 - 〈愛のアラーム (Alarm of love)〉
- 2018.11.29. シングルアルバム《三つの物語》発売 - 〈一つですか?(Is it one?)〉]
- 2018.12.26. シングルアルバム《四つの物語》発売 - 〈S-Love)〉
- 2019.01.23. シングルアルバム《五つの物語》発売 - 〈チゲ(STEW)〉
- 2019.02.25. 6番目 シングルアルバム - 《止まらないでください(Please Don't stop)》 発売
- 2019.03.23. 7番目 シングルアルバム - 《私を抱きしめてください(Please hold me tight)》 発売
- 2019.04.27. 8番目 シングルアルバム - 《もちろん(surely)》 発売
- 2019.05.30. 9番目 シングルアルバム - 《夢の道(A road in my dream)》 発売
- 2019.06.24. 10番目 シングルアルバム - 《どのくらい泣くべきですか？(How much more should I cry)》 発売
- 2019.07.29. 11番目 シングルアルバム - 《魅力的な(Attracted)》 発売
- 2019.08.29. 12番目 シングルアルバム - 《香港エクスプレス(Hong Kong Express)》 発売
- 2019.10.31. 13番目 シングルアルバム - 《私たちの愛が痛いと思います(Worried Our Love Will Have Pain)》 発売
- 2019.11.28. 14番目 シングルアルバム - 《Vitamin C》 発売
- 2019.12.30. 15番目 シングルアルバム - 《あなたが私を愛してくれるなら(If You Love Me)》 発売
- 2020.01.27. 16番目 シングルアルバム - 《あなたの心を知りたいです(I Wanna Know Your Feeling)》 発売
- 2020.02.27. 17番目 シングルアルバム - 《ウチュチュ(Woo Zu Zu)》 発売
- 2020.03.30. 18番目 シングルアルバム - 《UFOに乗って出発しますか(How About Leaving On A UFO)》
- 2020.04.30. 19番目 シングルアルバム - 《戻ってきて(Come Back)》 発売
- 2020.05.25. 20番目 シングルアルバム - 《Moving On》 発売
- 2020.06.29. 21番目 シングルアルバム - 《する/しない(do or don't)》 発売
- 2020.07.30. 22番目 シングルアルバム - 《いつもあなただけが欲しい(I always hope you are)》 発売
- 2020.08.31. 23番目 シングルアルバム - 《私を見に来る(Come see me)》 発売
- 2020.09.28. 24番目 シングルアルバム - 《爆発した(Pop! Burst)》 発売
- 2020.10.26. 25番目 シングルアルバム - 《もし(Just what if)》 発売
- 2020.11.30. 26番目 シングルアルバム - 《主演俳優(Featured Players)》 発売
- 2020.12.31. 27番目 シングルアルバム - 《少し密かに(a little secretly)》 発売
- 2021.02.10. パク・ジニョンPD シングルアルバム - 《田舎のような愛の歌 By Yoyomi(Corny Love Song By Yoyomi)》 発売
- 2021.11.15. 28番目 シングルアルバム - 《行こう(Let's go)》 発売
- 2022.05.09. 29番目 EP(Mini) - 《乾杯(Cheers)》 発売、収録曲 〈乾杯(Rock Mix)〉、〈乾杯(Dream Like Mix)〉
- 2022.08.08. 30番目 シングルアルバム - 《来てください》 発売、収録曲 〈来てください(Come On Wolf)〉
- 2022.10.03. 31番目 シングルアルバム - 《愚かな人》 発売、収録曲 〈愚かな人(Foolish Man)〉
- 2023.05.01. 32番目 シングルアルバム - 《君には君だけの香りがある》 発売、収録曲 〈君には君だけの香りがある(You have your own scent)〉,〈あなたと私(You and me)〉
- 2023.08.14. 33番目 シングルアルバム - 《Swimming》(ジャンル：ダンス、スタイル：K-POP、作詞・作曲：KinGMaker(ReFleCtioN) / NicklE(PAPERMAKER) / BR(ReFleCtioN))

### 正規アルバム
- 2019.09. 《YOYOMI / この兄さん何? / 香港エクスプレス / 夢の道》 1枚組
- 2020.01. 《ヨヨミ / この兄さん何? / 戻ってきて》 2枚組

### サウンドトラック
- 2019.09.23. FTV 韓国釣りチャンネル 月火ドラマ 《調味料》 OST Part.1 発売 - 収録曲 〈生きる楽しみ〉
- 2019.10.16. FTV 韓国釣りチャンネル 月火ドラマ 《調味料》 OST Part.3 発売 - 収録曲 〈ハッピーウイルス〉
- 2019.12.16. 映画 《今この瞬間O.S.T》 発売
- 2021.03.28. TV朝鮮ドラマ 《おそらく家族 OST Part.7》 OST 発売 - 収録曲 〈人生とは〉

### コンピレーション
- 2020.05.09. 《不朽の名曲 伝説をうたう - ファミリースペシャル》 - 〈あなたが好き〉 お父さんと
- 2020.06.27. 《不朽の名曲 伝説を歌う リトルスタースペシャル》 - 〈夜明け〉
- 2020.08.22. 《不朽の名曲 伝説を歌う - キム・ジョングク X TURBO Part.1》 - 〈愛らしい〉
- 2020.11.21. 《不朽の名曲 伝説を歌う-トロット全国祭りスペシャルPart.1》-〈片思い〉

### 広告
- 2019. シングルアルバム 《貯蓄しよう》 - <給料は流れます>
- 2019. シングルアルバム 《貯蓄しよう - 二つの》 - <永遠の貯蓄>
- 2019. シングルアルバム 《貯蓄しよう - 三つ》 - <君が救える>
- 2020. シングルアルバム 《CATCH ON 2020》 - <CATCH ON Song>